# یان-کارلو سیمیچ
یان-کارلو سیمیچ (صربی: Јан-Карло Симић؛ زادهٔ ۲ مهٔ ۲۰۰۵) بازیکن فوتبال اهل صربستان است که برای باشگاه اندرلخت بازی می‌کند.

## زندگی شخصی
سیمیچ در نورتینگن، آلمان از مادری صرب و پدری صرب بوسنیایی به دنیا آمد.

## دوران باشگاهی

### رده پایه
سیمیچ دوران جوانی خود را در هگناخ آغاز کرد، سپس در سال ۲۰۱۶ به باشگاه فوتبال اشتوتگارتر کیکرز و سپس در سال ۲۰۱۸ به رقیب این تیم، محلی باشگاه فوتبال اشتوتگارت پیوست.

### آ.ث. میلان
در سال ۲۰۲۲، سیمیچ با مبلغ ۱ میلیون یورو با باشگاه ایتالیایی آث میلان قرارداد امضا کرد و به تیم زیر ۱۹ ساله پریماورا پیوست. در طول فصل ۲۰۲۳–۲۰۲۴، او شروع به حضور در تیم اصلی کرد و در برخی از بازی‌های دوستانه تابستانی از جمله بازی‌های مقابل رئال و یووه بازی کرد.
در ۱۸ دسامبر ۲۰۲۳، سیمیچ در اولین بازی خود در سری آ برای روسونری، پس از وارد شدن به عنوان یار تعویضی در دقیقه ۲۴ به جای تومازو پوبگا مصدوم، گلی به ثمر رساند و در پیروزی ۳–۰ مقابل باشگاه فوتبال مونتزا نقش داشت.

## دوران ملی
سیمیچ علیرغم اینکه در آلمان به دنیا آمد، نماینده کشور صربستان در سطح بین‌المللی است و بخشی از تیمی بود که در مسابقات قهرمانی اروپا زیر ۱۷ سال ۲۰۲۲ شرکت کرد.